# Volta a Llombardia 2014
La Volta a Llombardia 2014, 108a edició de la Volta a Llombardia, es disputà el diumenge 5 d'octubre de 2014, amb un recorregut de 256 km entre Como i Bèrgam. Aquesta fou la 27a prova de l'UCI World Tour 2014.
La cursa fou guanyada per l'irlandès establert a Girona Daniel Martin (Garmin-Sharp). Martin arribà en solitari gràcies a un atac a manca de 500 metres. La segona posició d'Alejandro Valverde (Movistar Team) li va permetre passar a liderar la classificació de l'UCI World Tour 2014 a manca de la darrera prova puntuable, el Tour de Pequín.

## Equips participants
El 18 equips UCI World Tour són presents en aquesta cursa, així com set equips continentals professionals convidats: 
| Núm.    | Codi | Equip                   |
| ------- | ---- | ----------------------- |
| 1-8     | KAT  | Team Katusha            |
| 11-18   | ALM  | AG2R La Mondiale        |
| 21-28   | AND  | GW Erco Shimano         |
| 31-38   | AST  | Astana Qazaqstan Team   |
| 41-48   | BEL  | Bardiani CSF            |
| 51-58   | BMC  | Belkin Pro Cycling Team |
| 61-68   | CAN  | BMC Racing Team         |
| 71-78   | COL  | Caja Rural-Seguros RGA  |
| 81-88   | EUS  | Cannondale              |
| 91-98   | FDJ  | Colombia                |
| 101-108 | GRS  | FDJ                     |
| 111-118 | IAM  | Garmin-Sharp            |
| 121-128 | LAM  | IAM Cycling             |

| Núm.    | Codi | Equip                   |
| ------- | ---- | ----------------------- |
| 131-138 | LTB  | Lampre-Merida           |
| 141-148 | MOV  | Lotto-Belisol           |
| 151-158 | MTN  | Movistar Team           |
| 161-168 | OPQ  | Neri Sottoli            |
| 171-178 | OGE  | Omega Pharma-Quick Step |
| 181-188 | RLT  | Orica-GreenEDGE         |
| 191-198 | SKY  | Team Europcar           |
| 201-208 | ARG  | Giant-Shimano           |
| 211-218 | EUC  | NetApp-Endura           |
| 221-228 | TNE  | Team Sky                |
| 231-238 | TST  | Team Tinkoff-Saxo       |
| 241-248 | VCD  | Trek Factory Racing     |

## Classificació general
|    | Ciclista                 | Equip                 | Temps      | Punts UCI |
| -- | ------------------------ | --------------------- | ---------- | --------- |
| 1  | Daniel Martin (IRL)      | Garmin-Sharp          | 6h 25' 33” | 100       |
| 2  | Alejandro Valverde (ESP) | Movistar Team         | +1"        | 80        |
| 3  | Rui Costa (POR)          | Lampre-Merida         | +1"        | 70        |
| 4  | Tim Wellens (BEL)        | Lotto-Belisol         | +1"        | 60        |
| 5  | Samuel Sánchez (ESP)     | BMC Racing Team       | +1"        | 50        |
| 6  | Michael Albasini (SUI)   | Orica-GreenEDGE       | +1"        | 40        |
| 7  | Philippe Gilbert (BEL)   | BMC Racing Team       | +1"        | 30        |
| 8  | Joaquim Rodríguez (CAT)  | Team Katusha          | +1"        | 20        |
| 9  | Fabio Aru (ITA)          | Astana Qazaqstan Team | +1"        | 10        |
| 10 | Rinaldo Nocentini (ITA)  | AG2R La Mondiale      | +14"       | 4         |